# Pak van Sjaalman
Het pak van Sjaalman is, volgens de Max Havelaar, een verzameling (waarschijnlijk fictieve) artikelen, over een groot aantal verschillende onderwerpen. De artikelen waren geschreven en verzameld door 'Sjaalman' (een alter ego van Eduard Douwes Dekker). Hij gaf de artikelen aan Batavus Droogstoppel, die voor bewerking en uitgave zou zorgen.
Het centrale deel van het boek is daarvan het resultaat. Inderdaad zijn er in de geschiedenis van Havelaar stukken te vinden die gerelateerd kunnen worden aan sommige titels uit het pak.
De tekst van de artikelen is niet bekend, maar van 147 artikelen worden de titels door Droogstoppel opgesomd. Volgens hem zijn er nog meer artikelen. Hier en daar geeft Droogstoppel er commentaar bij.
In De Gids van november 1984 stonden opstellen met dezelfde titels als de artikelen in het pak van Sjaalman.